# Sitwell (krater)
Sitwell är en nedslagskrater med en diameter på 132 kilometer, på planeten Venus. Sitwell har fått sitt namn efter den brittiska poeten Edith Sitwell.